# Meetjesland
Het Meetjesland is een regio in het noordwesten van de Belgische provincie Oost-Vlaanderen. Het is het landelijk gebied tussen de steden Gent en Brugge en maakt deel uit van de geografische streek Zandig Vlaanderen. In het noorden grenst het aan het Nederlandse Zeeuws-Vlaanderen, in het westen aan de provincie West-Vlaanderen en in het oosten en zuiden aan de regio Gent en het Waasland. Het Meetjesland is sinds 1998 erkend als Regionaal Landschap (sinds 2021 onder de naam Regionaal Landschap Meetjesland en Leievallei).
Het Meetjesland heeft Eeklo als centrumstad. De streek wordt getekend door de agrovoedingsindustrie en het daarbij behorende cultuurlandschap. In het noorden vindt men polders met verschillende waterlopen en kreken en in het zuiden bosrijk gebied.
Watervliet (later heropgebouwd), Terpiete, Wevelswaele, Koudekerke en Nieuw-Roeselare, in het noorden van het Meetjesland, verdwenen onder opeenvolgende overstromingen in de 14e en 15e eeuw.

## Etymologie
Er gaan verschillende legendes rond over waar de naam Meetjesland zou vandaan komen. Een ervan spreekt over een doorreis van keizer Karel V. Uit angst voor de seksuele appetijt van de keizer verborgen de inwoners hun dochters. De keizer zag alleen oude vrouwen (meetjes) die zaten te spinnen voor hun deur. Dit zou bij de keizer de uitspraak ontlokt hebben dat dit het land was van de meetjes. Een andere verklaring is dat de naam wijst op de lange smalle reepjes grond (meetjes) die typisch voor de streek zijn. Ze werden systematisch afgegraven voor het winnen van turf.
De meest plausibele verklaring houdt verband met de enorme lijnwaadproductie in het Meetjesland van de 17e en 18e eeuw. Gent was in die tijd immers een van de belangrijkste lijnwaadmarkten van Vlaanderen. In Waarschoot waren er bijvoorbeeld 821 wevers actief, in Lovendegem 800. Om één wever aan het werk te houden waren minstens vier spinsters nodig. Spinsters waren vaak vrouwen, moeders en meetjes. Bij goed weer spon men buiten voor de deur, waardoor die meetjes heel zichtbaar waren.
De verklaringen hiervoor zijn echter volksetymologie. De woordafleiding is simpelweg de benaming voor een stuk bouwland met sloten en in dit geval is het een toponiem geworden. Zie ook het Woordenboek der Nederlandsche Taal: Kleine slooten, die men meetgoten, meedgoten, metgoten, meyntgoten of groene goten of ook dwarsgruppels noemt, Misschien ook in den naam van het Meetjesland, eene streek in het noorden van Oost-Vlaanderen.

### Gemeenten
- Aalter
- Assenede
- Eeklo
- Evergem
- Kaprijke
- Lievegem
- Maldegem
- Sint-Laureins
- Wachtebeke
- Zelzate

Tot het Meetjesland behoren voorts Nevele en Sint-Kruis-Winkel, welke heden ten dage deelgemeenten zijn van resp. Deinze en Gent.

### Kreken en polders

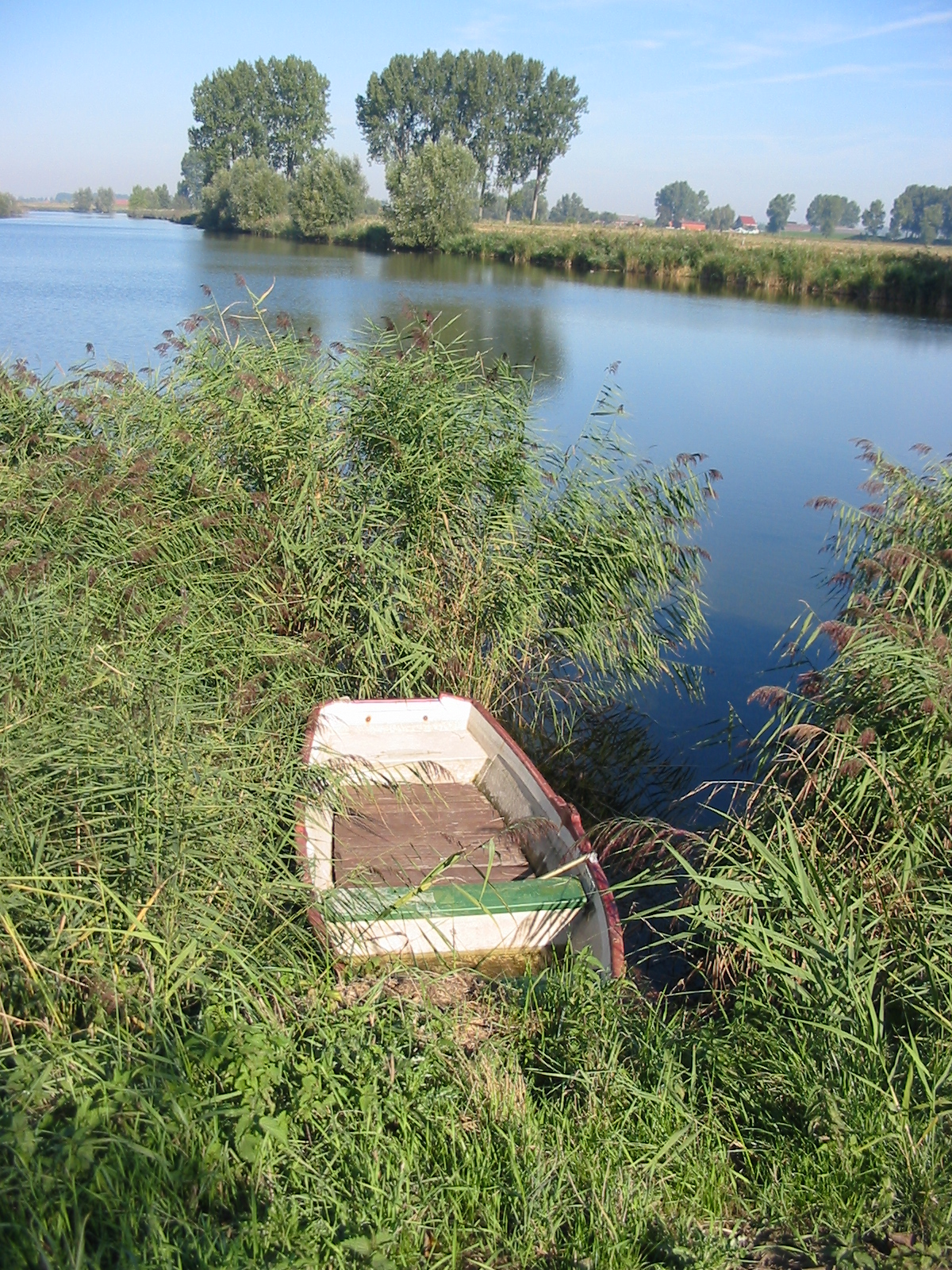
Boerekreek

In het noorden ligt het Meetjeslands krekengebied. Vooral in de gemeenten Sint-Laureins en Assenede bevinden zich veel kreken (Grote Geul, Kleine Geul, Grote Kil, Kleine Kil, Boerekreek, Oudemanskreek, Blokkreek, Hollandersgatkreek, Bentillekreek, Oostpolderkreek, Roeselarekreek, Meulekreek, Molenkreek). Deze kreken zijn restanten van grote overstromingen die het land overspoelden vanaf de 12e eeuw. Opvallend is dat de kreken vaak een rechtlijnige vorm hebben, of hoekig van richting veranderen. Dat komt doordat de overstromingen een bestaand tracé van grachten en aangelegde wegen volgden. Die watergangen erodeerden en verbreedden door het sterk instromende water en de weggetjes die naast de watergangen liepen verdwenen uiteindelijk.
De grootste kreek van de regio is de Boerekreek, een waterplas van zes kilometer lang met een groot beschermd natuurreservaat en het Provinciaal Centrum De Boerekreek.
In dit gebied komen ook een aantal wielen voor. Een wiel is een soort oppervlaktewater, dat altijd naast een dijk ligt en ontstaat door dijkbreuken. Deze wielen werden niet gedempt omdat zij te diep waren. Men legde er liever een dijk, een zogenaamde vingerling omheen. In zowel Assenede als Sint-Laureins vindt men verschillende voorbeelden van dergelijke bodemloze putten. Delen van het krekengebied (Blokkreek, Bentillekreek, Oostpolderkreek, Oudemanskreek, Boerekreek, Molenkreek, Hollandersgatkreek, Krekengebied Assenede (Grote Geul, Rode Geul, Kleine Geul, Grote Kil, Kleine Kil),...) zijn Europees beschermd als onderdeel van Natura 2000-gebied 'Polders'.

### Kanalen

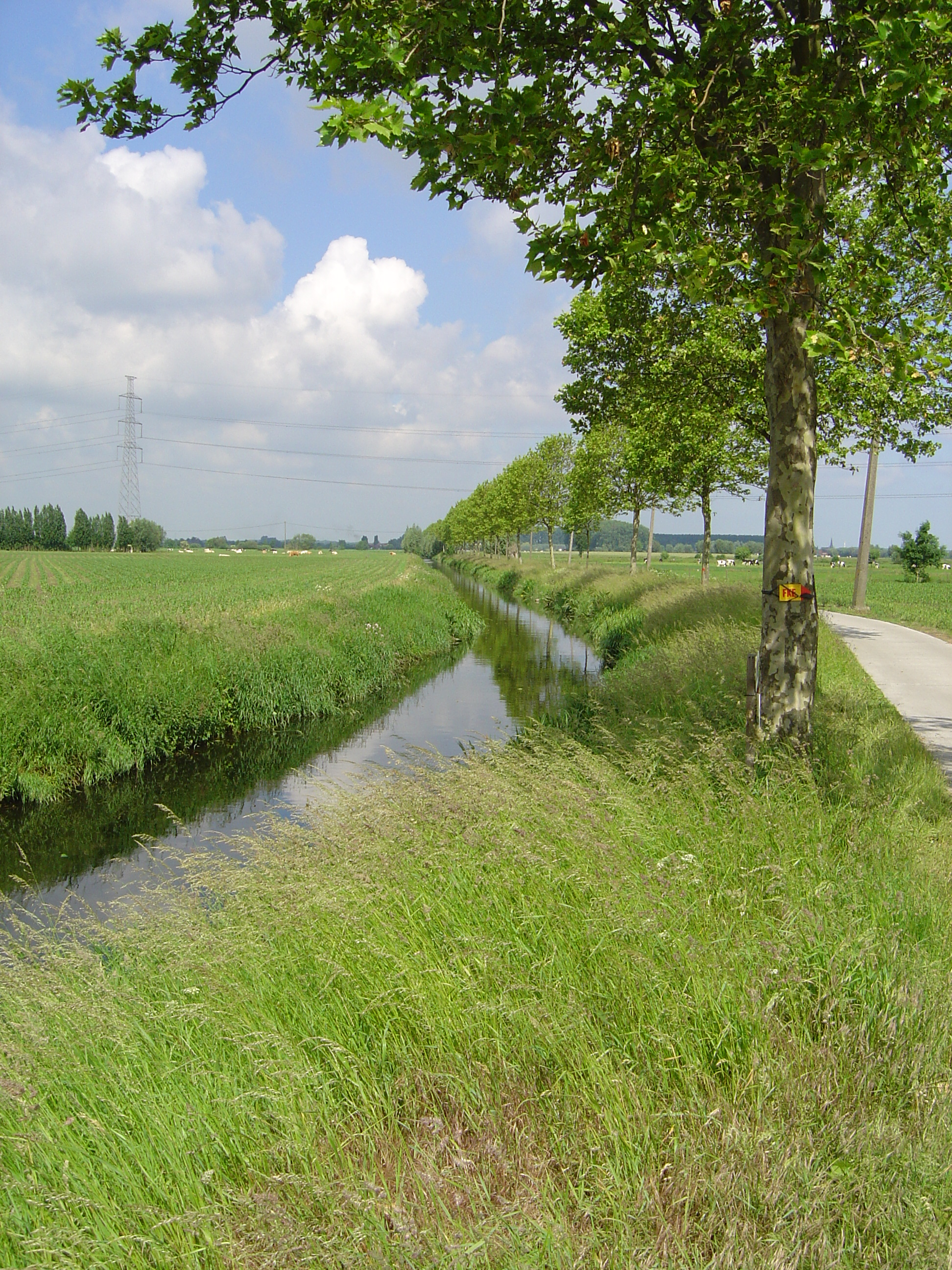
Lieve

Het uitzicht van het Meetjesland wordt ook sterk bepaald door kanalen.
Het Kanaal Gent-Brugge zorgt al sinds de middeleeuwen voor een verbinding tussen de voorname Belgische steden Gent en Brugge. Het kanaal werd in de loop der eeuwen verbreed voor grotere binnenschepen en hier en daar werd het traject rechtgetrokken. Bij die afgesneden bochten ontstonden natuurgebieden.
Een tweede kanaal is het Schipdonkkanaal. In 1842 begonnen de graafwerken voor dit kanaal, dat overtollig Leiewater naar de Noordzee leidt. Toen vlasboeren hun vlas nog in de Leie te roten legden, verspreidde het water van het Schipdonkkanaal een kwalijke geur. Om die reden kreeg het Schipdonkkanaal de bijnaam de Stinker.
Het Leopoldkanaal dat vanaf Maldegem parallel loopt met het Schipdonkkanaal werd de Blinker genoemd. Dit kanaal werd van 1846 tot 1848 uitgegraven. Het kanaal is 43 kilometer lang en verbindt het Meetjeslandse polderdorp Boekhoute met Zeebrugge. Dankzij dit kanaal kwam er een eind aan de waterellende en de steeds opnieuw terugkerende moeraskoorts in de polders.
Vandaag de dag zijn deze drie kanalen met hun bomenrijen zeer in trek bij fietsers.
De Lieve is het oudste kanaal van Vlaanderen. Het werd reeds in de dertiende eeuw gegraven om Gent met de zee te verbinden. Het kanaaltje werd gebruikt door platbodems die getrokken werden door dieren of mensen vanop de zogenaamde trekweg of jaagpad. Toen het Zwin begon te verzanden, verloor de Lieve haar functie. Vandaag de dag is de Lieve een natuurgebied en wordt het jaagpad alleen nog door fietsers en wandelaars gebruikt.
De Sassevaart was de voorloper van het huidige kanaal Gent-Terneuzen. Twee eeuwen jonger dan de Lieve, maar gegraven met dezelfde bedoelingen.

### Bossen

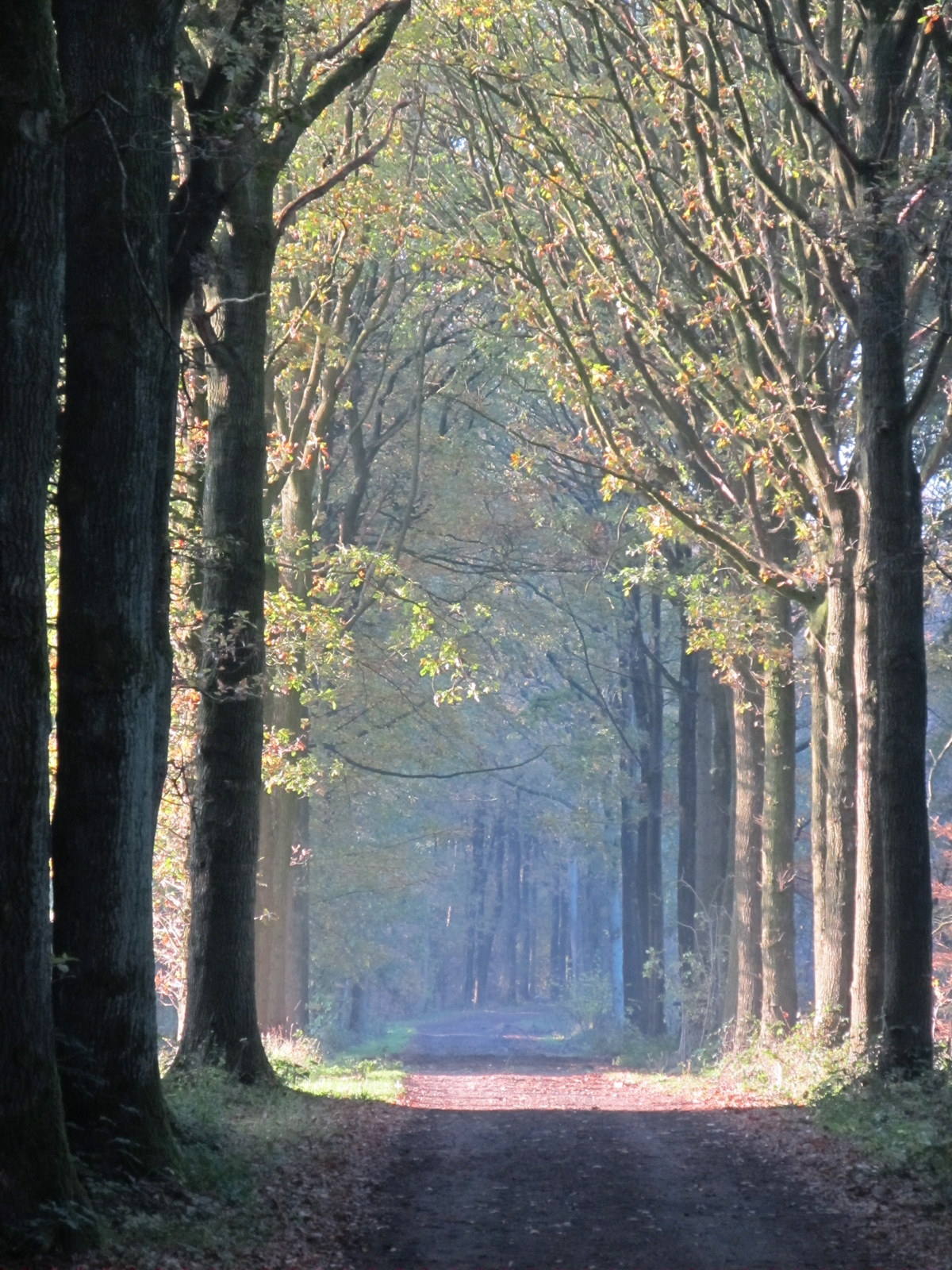
Drongengoedbos

In het centrum van het Meetjesland vindt men heel wat uitgestrekte bossen. Het belangrijkste en grootste bos is het Drongengoed in het 'Landschapspark Drongengoed'. Samen met de aangrenzende heide, het Maldegemveld, vormt dit gebied het grootste aaneengesloten bosareaal van de provincie Oost-Vlaanderen. Het bos is een restant van de uitgestrekte bosgordel die in de middeleeuwen Brugge en Gent verbond. In het midden van het Drongengoed ligt de Drongengoedhoeve, een abdijhoeve die door de Norbertijnen gebruikt werd om vooral in de 18de eeuw bos te ontginnen. Nu is de Drongengoedhoeve een bezoekerscentrum.
In de uitlopers van het Drongengoedgebied liggen het Kattenbos, het Keigatbos en het Torrebos (deel van de Burkel-Kapellebossen) die ook beheerd worden door Natuurpunt. De Lembeekse bossen (en het aansluitende Bellebargiebos) vormen een deels versnipperd bos. Het ligt verspreid over het grondgebied van Lembeke, Waarschoot en Oosteeklo.
In de gemeente Lievegem, en een stukje in Eeklo, ligt het provinciaal domein het Leen; het strekt zich uit over 265 hectare. Naast het bos is er ook een arboretum met meer dan 7000 houtachtige gewassen en vaste planten.
Het Drongengoedbos, Het Leen, het Bellebargiebos en de Burkel-Kapellebossen zijn Europees beschermd als onderdeel van Natura 2000-gebied (habitatrichtlijngebied BE2300005) ‘Bossen en heiden van Zandig Vlaanderen: oostelijk deel'.
In Aalter liggen (op de grens met Beernem in West-Vlaanderen) de bosgebieden Hooggoed, Ganzeveld en De Vaanders die de verbinding vormen met het Bulskampveld.

## Toerisme
Het Meetjesland profileert zich als een rustige plattelandsregio, dicht bij de Noordzee en vlak bij de cultuursteden Gent en Brugge. Het is in trek als fiets- en wandelregio. De Huysmanhoeve en Drongengoedhoeve fungeren als streekbezoekerscentra. Het fietsknooppuntennetwerk van het Meetjesland is 790 kilometer lang; er zijn ook twee wandelknooppuntennetwerken ('Meetjeslandse Bossen' en 'Meetjeslandse Kreken') en de Streek-GR Uilenspiegel. In het Meetjesland staan nog verschillende molens. Soms is alleen een kale stenen molenromp overgebleven, soms is de molen nog helemaal bewaard. In Ertvelde kan men een authentieke rosmolen zien. In Knesselare staat dan weer de Pietendriesmolen, de oudste staakmolen van de streek. De molen is nu en dan nog in dienst. De Gerardsmolen in Evergem wordt ook nog gebruikt. De bossen, kanalen en kreken vormen een decor voor het fietsen en wandelen.
In het zuiden van het Meetjesland zijn meerdere kastelen te vinden, waaronder het Kasteel van Poeke in Poeke of het Kasteel van Lovendegem.
In Wachtebeke bevindt zich een Vierschaar uit de 16e eeuw.

## Cultuur

### Streekproducten
De Augustijn is het bekendste bier van het Meetjesland. Het bier wordt gebrouwen in Brouwerij Van Steenberge in Ertvelde. Andere bekende bieren die daar gebrouwen worden, zijn Piraat en Gulden Draak.
Een lekkernij die onder meer in Eeklo gemaakt wordt, is de Cuberdon. In Nevele wordt nougat gemaakt.
De oudste jenever van België is de Jenever van Hoorebeke die oorspronkelijk in Eeklo gebrouwen werd. Ook vandaag nog wordt de jenever gebrouwen (in Deinze) volgens het aloude recept uit 1740 van de Eeklonaar Pieter Van Hoorebeke.
In Maldegem wordt de zoete aperitiefwijn Pomme Charelle op ambachtelijke wijze gemaakt.

### Volkssport
De volkssport bij uitstek in het Meetjesland is het krulbollen.